# Adrian Noble
Adrian Keith Noble (Chichester (Inglaterra), 19 de julio de 1950) es un director de teatro inglés. Es conocido por haber sido el director artístico y el director ejecutivo de la Royal Shakespeare Company (RSC).

## Biografía
Noble asistió a la Universidad de Bristol, en donde estudió inglés. Inició su carrera profesional como director en el Drama Centre London. En 1976, se trasladó al Bristol Old Vic y, al mismo tiempo, realizó varios trabajos para televisión. En 1980 y 1981, trabajó en el Royal Exchange Theatre en Mánchester.
En 1980, Noble obtuvo el puesto de director asistente en la Royal Shakespeare Company. En 1988, fue ascendido al puesto de director. Sin embargo, en 1989 decidió abandonar la compañía. Posteriormente trabajó para la Peter Hall Company. También trabajó con el Manhattan Theatre Club y la Kent Opera.
Noble regresó a la Royal Shakespeare Company en marzo de 1991, en esta ocasión como director artístico. En 1994, realizó una producción de El sueño de una noche de verano, la cual fue tan popular que incluso se reestrenó dos años más tarde. Noble dirigió una adaptación cinematográfica de esta producción en 1996. En 2002, Noble renunció nuevamente a la RSC, diciendo que era "tiempo de buscar nuevos retos artísticos."
Noble ha dirigido varios musicales exitosos en West End (Londres), incluyendo producciones de Chitty Chitty Bang Bang y The Secret Garden. En 2007 realizó una gira a Malvern, Bath y Brighton con una producción de Kean de Jean-Paul Sartre. En 2008, dirigió Hamlet para el Stratford Shakespeare Festival.

## Producciones selectas
- Macbeth (Metropolitan Opera House, 2008)
- Kean (Londres, 2007)
- Brand (Londres, 2003)
- Pericles, Prince of Tyre (RSC, 1995)
- El sueño de una noche de verano (RSC, 1995)
- Macbeth (RSC, 1988 y 1993)
- The Winter's Tale (RSC, 1993)
- Las tres hermanas (Gate Theatre, 1990)
- Kiss Me, Kate (Old Vic, 1987)
- Como gustéis (RSC, 1985)
- The Desert Air (RSC, 1984)
- Enrique V (RSC, 1984)
- Medida por medida (Theatre Royal, 1984)
- La comedia de las equivocaciones (Theatre Royal, 1984)
- A New Way to Pay Old Debts (Barbican Centre, 1984)
- Antonio y Cleopatra (Barbican Centre, 1983)
- El rey Lear (RSC, 1982)
- Casa de muñecas (1980)
- The Duchess of Malfi (1980)